# Тангеранг-Селатан
Тангеранг-Селатан (индон. Tangerang Selatan, Южный Тангеранг) — город в индонезийской провинции Бантен на острове Ява. Население — 1 037 000 человек (2010). Находится в 20 км западнее Джакарты и фактически является пригородом столицы Индонезии.
Муниципалитет был образован в октябре 2008 года при разделе округа Тангеранг. Город делится на семь административных единиц:
1. Серпонг;
2. Северный Серпонг;
3. Пондок-Арен;
4. Чипутат;
5. Восточный Чипутат;
6. Памуланг;
7. Сэту.

Первые выборы мэра прошли 13 ноября 2010 года, было зарегистрировано 732 195 избирателей. Мэром была избрана Айрин Рахми Диани.